# レモ・ウィリアムズ
レモ・ウィリアムズ（英語表記：Remo Williams）はアメリカの作家ウォーレン・マーフィーとリチャード・サピアが共同執筆した『デストロイヤー』シリーズに登場する架空の人物。

## 経歴
ニューアーク市警の元警察官。街の顔役の機嫌をそこね、貧民街のパトロール警官に左遷されたうえ、濡れ衣を着せられ電気椅子で処刑される。
その後、正義の味方デストロイヤーとして復活する。

## 性格
元々は寡黙で生真面目な男。しかし、自分の人生を抹消されたトラウマから能天気なお馬鹿キャラとなる。無類の女好き。

## 関連する人物
チウン
シナンジュの使い手の北朝鮮人。ある事情で祖国を離れアメリカに渡る。レモの師匠兼相棒。
ハロルド・W・スミス
レモの上司。ピンクパンサーのドレフェス警部に似たキャラクター。当初レモのイカレた言動に対し憎悪の念を抱いていたが次第に親近感を持つようになる。

## 特徴
- 空手を基本とした暗殺を行う[2]。
- 全ての毒に免疫がある[3]。
- スカーレット・リボン[4]を得意とする。

## 映画化
- 『レモ/第1の挑戦』 Remo: The Adventure Begins (1985) 演：フレッド・ウォード